# أفونسو غونسالفيس بالداية
أفونسو غونسالفيس بالداية (بالإنجليزية: Afonso Gonçalves Baldaia) كان مستكشفًا بحريًا برتغاليًا في القرن الخامس عشر.

## طالع أيضًا
- قائمة المستكشفين